# Madihalli, Hukeri
Madihalli là một làng thuộc tehsil Hukeri, huyện Belgaum, bang Karnataka, Ấn Độ.